# Grande galerie (Louvre-Lens)
Cet article concerne le Louvre-Lens. Pour la galerie du château de Versailles, voir Galerie des Glaces.
La Grande galerie est une des salles d'expositions du Louvre-Lens, à Lens, dans le bassin minier du Nord-Pas-de-Calais, en France.
S'étendant sur une longueur de 120 mètres pour une superficie de 3 000 m2, la Grande galerie accueille depuis le 4 décembre 2012 et pour une durée de cinq ans l'exposition La Galerie du temps. Elle se distingue des expositions classiques par le fait que toutes les œuvres sont visibles dans une seule et unique salle.

## Bâtiment

La Grande galerie le 4 décembre 2012, lors de l'inauguration.

La Grande galerie, située à l'est du hall d'accueil, s'étend sur 120 mètres de longueur et 25 mètres de largeur, soit sur une surface de 3 000 m3. Le Pavillon de verre est situé à son extrémité orientale. À la différence de la Galerie des expositions temporaires, cloisonnée, dotée de murs blancs et organisée en salles, la Grande galerie dispose de murs en aluminium anodisé, comme à l'extérieur, et son intérieur est constitué d'une seule et unique salle, sans aucune séparation.
Les œuvres y sont présentées de manière chronologique.

La Grande galerie à l'occasion de l'exposition La Galerie du temps en 2013
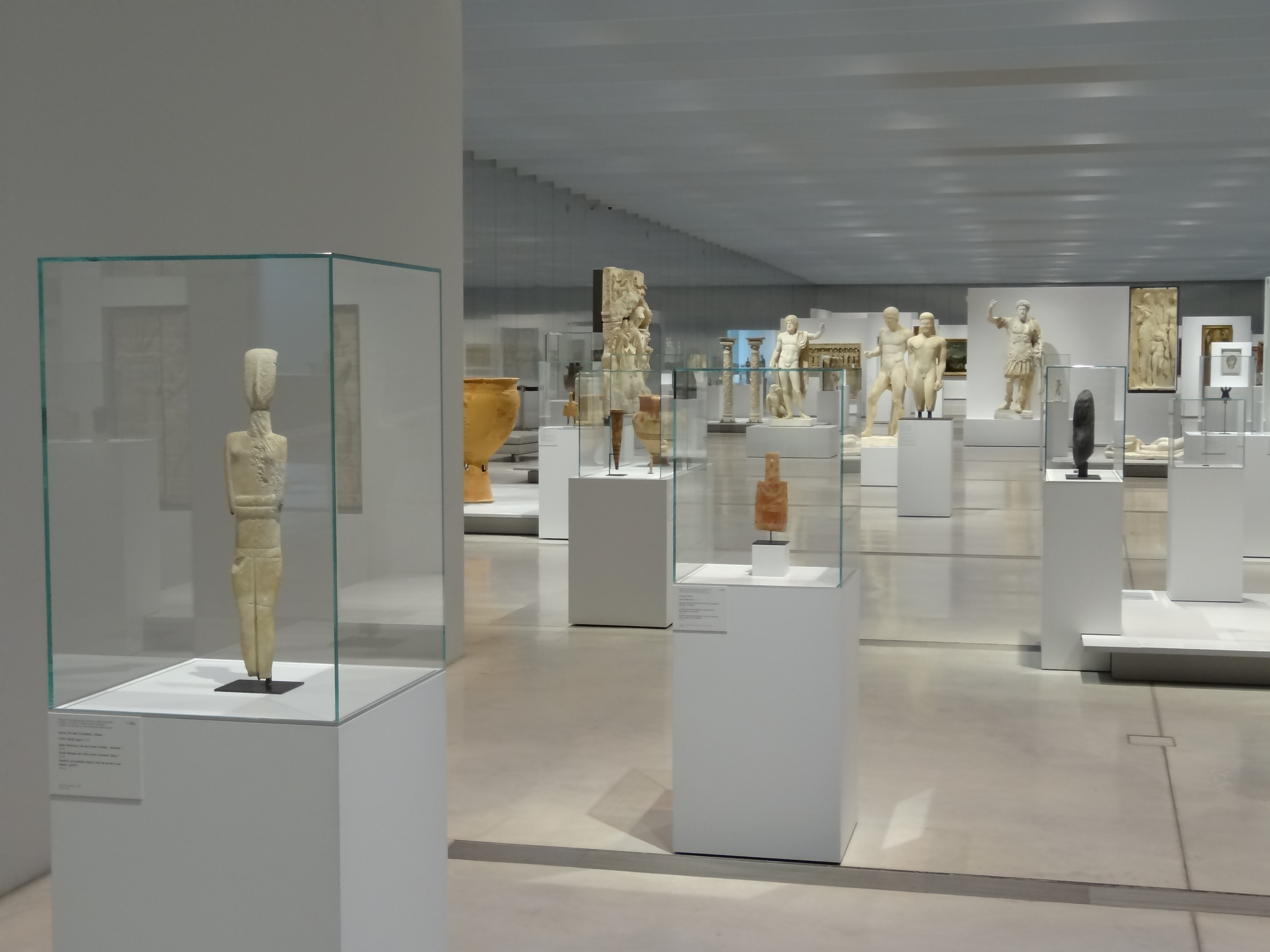
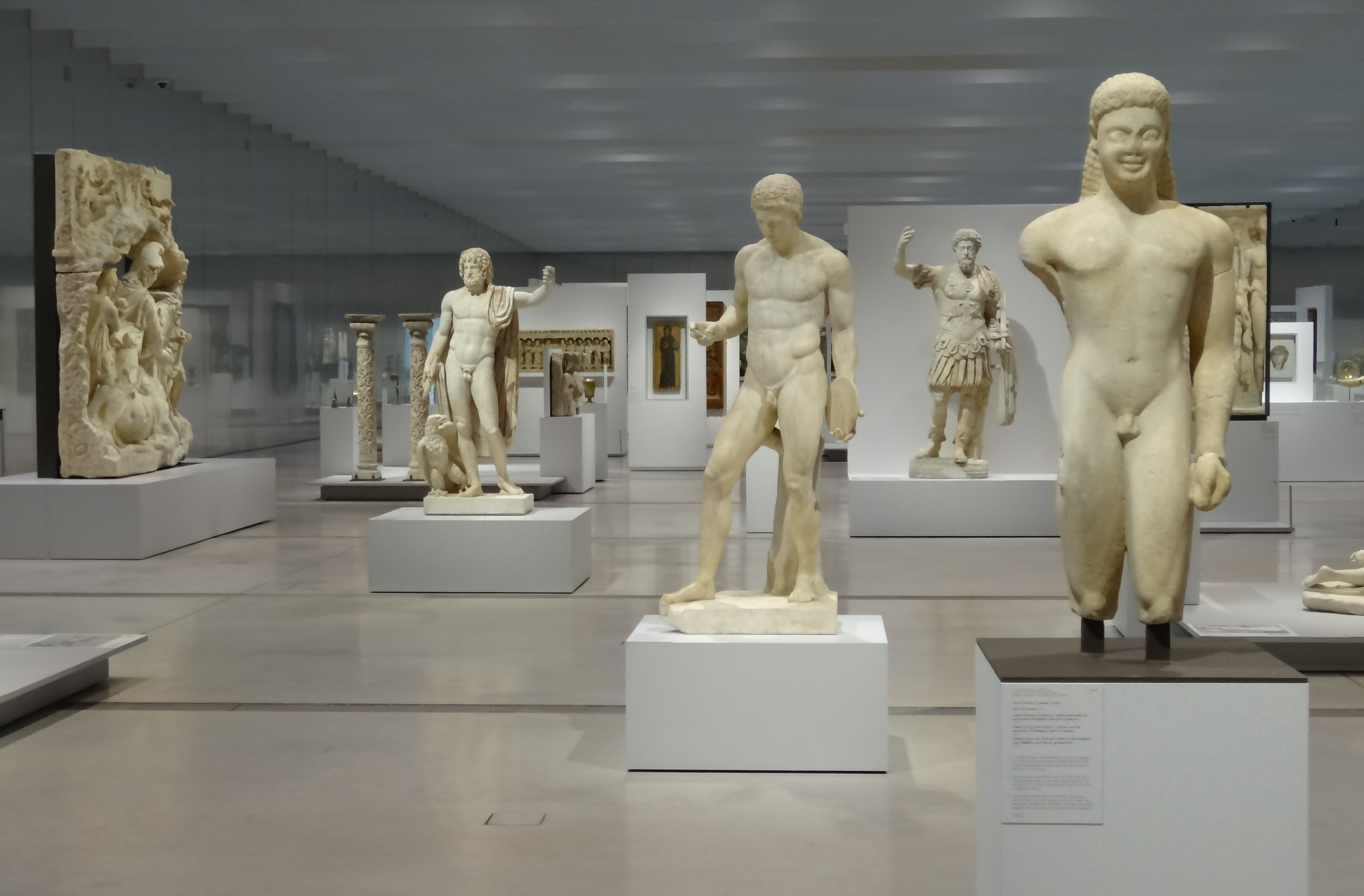
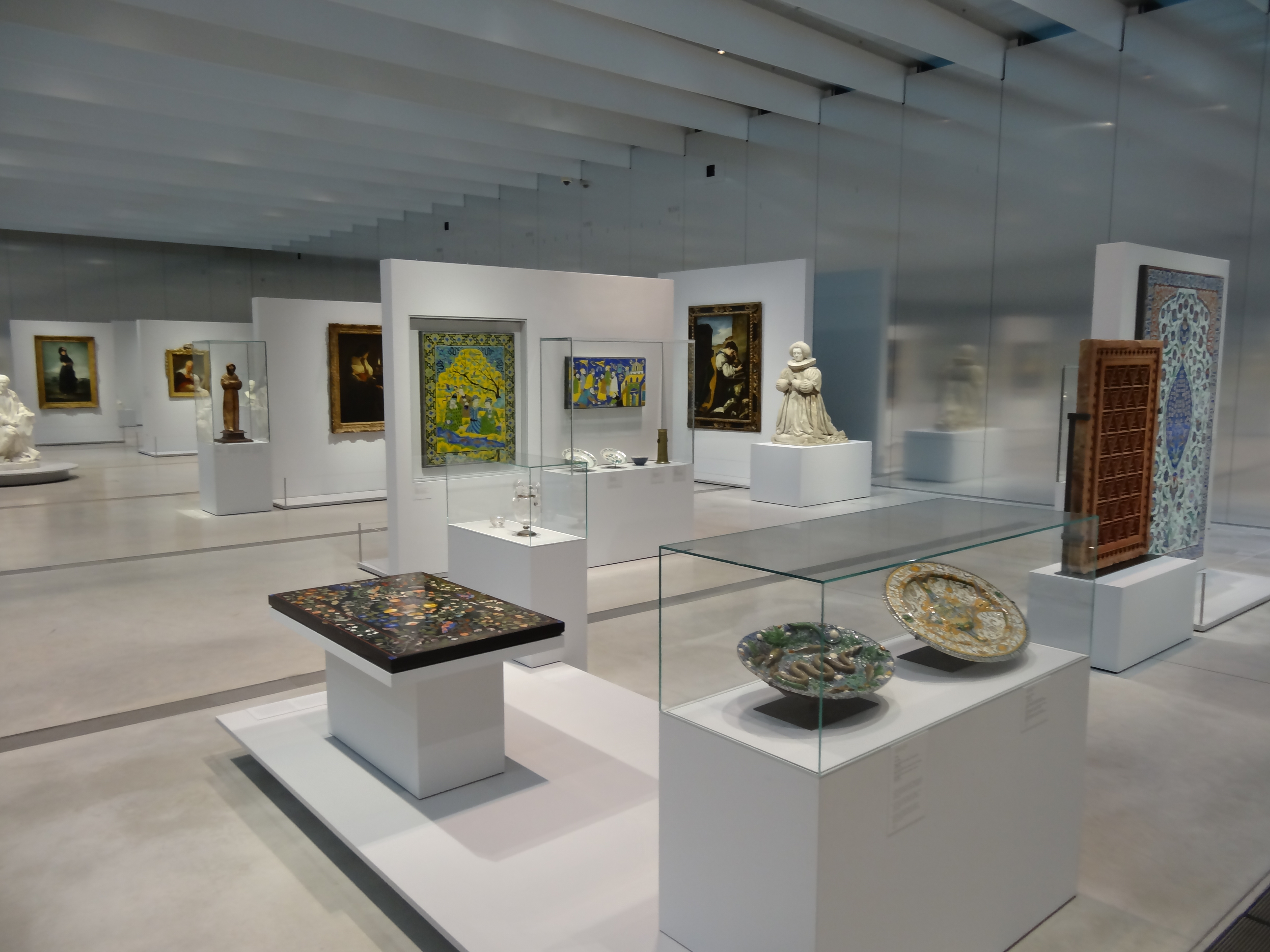
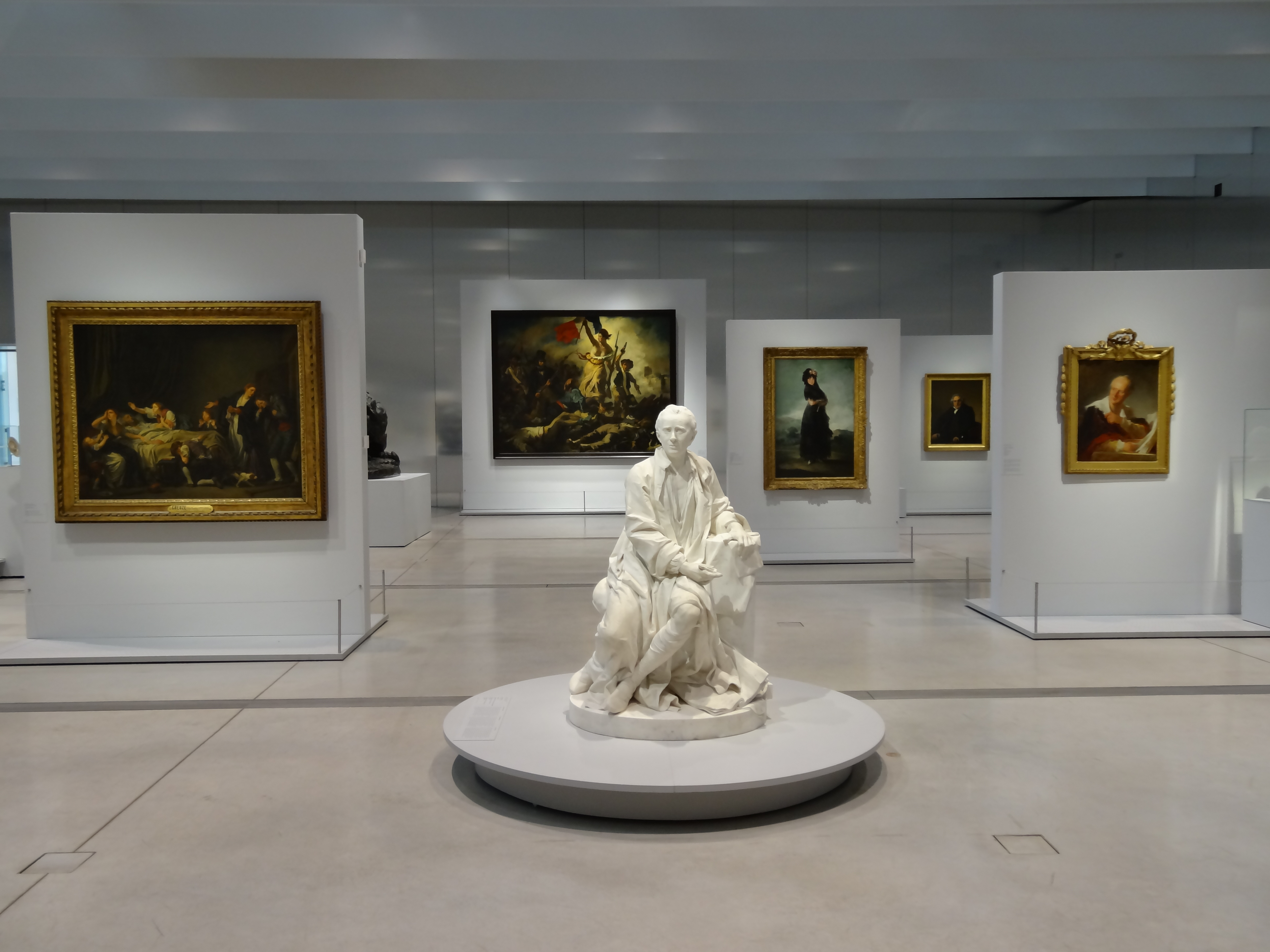
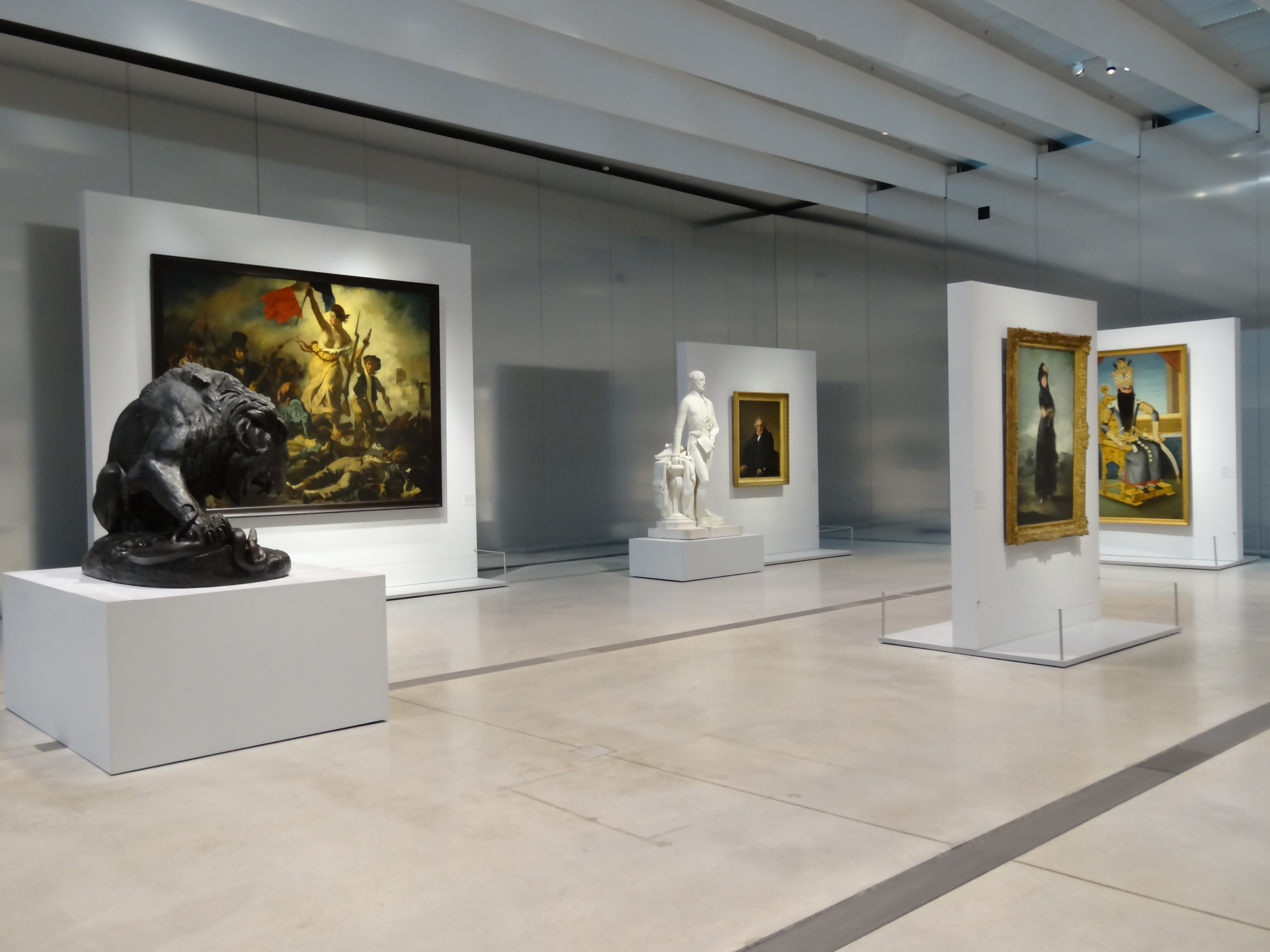

## Expositions
La Grande galerie accueille pour une durée de cinq ans à compter du 4 décembre 2012 l'exposition permanente La Galerie du temps, dont une partie des œuvres est chaque année renouvelée au début du mois de décembre.